# Анлонгвэнг
Анлонгвэнг (кхмер.  ស្រុកអន្លុងវែង) — округ (срок) в провинции Оддармеантьей на северо-западе Камбоджи. Административный центр округа также называется Анлонгвэнг. Население округа не подсчитывалось во время переписи 1998 г. из-за продолжавшегося конфликта во время переписи.

## Географическое положение
Анлонгвэнг находится в районе гор Дангрэк, на крайнем севере Камбоджи. Он находится в 125 км к северу от Сиемреапа, недалеко от международного пограничного перехода в Таиланд. Непосредственно к северу от города находится дамба.

## История
Анлонгвэнг известен по двум причинам: это
был последний оплот Красных кхмеров, который перешёл под правительственный контроль только в 1998 году, а также тем, что здесь умер и был кремирован Пол Пот.
Горы Дангрэк использовались как база красными кхмерами во время их борьбы с Кхмерской республикой (во время режима генерала Лон Нола, 1970—1975).
По окончании вьетнамской оккупации Камбоджи и вывода вьетнамских войск красные кхмеры возродили свои старые базы в горах Дангрэк вдоль границы с Таиландом. Анлонгвэнг на некоторое время стал «столицей» красных кхмеров. В 1990-е годы красные кхмеры все ещё контролировали Анлонгвэнг.

## Сегодняшний день
Премьер-министр Хун Сен в 2001 году призвал к тому, чтобы превратить Анлонгвэнг в мемориал и туристический сайт по дороге из Сиемреапа к храму Прэахвихеа. В настоящее время город связан асфальтированной дорогой № 67 с Сиемреапом (125 км) В городе находится дом и могила Та Мока, а также место кремации Пол Пота, есть несколько гостевых домов для туристов и предлагается построить казино.